# Bodenverdichtung
Von Bodenverdichtung wird gesprochen, wenn es durch Aufbringen hoher Last zu einer Verformung und somit zu einer Veränderung des Drei-Phasen-Systems Boden kommt.
Im Tiefbau wird die Bodenverdichtung eingesetzt, um die Festigkeit und damit die Tragfähigkeit des Bodens zu erhöhen. Außerhalb von Bau- und Verkehrsflächen ist die Bodenverdichtung ein meist unerwünschter Nebeneffekt der Flächennutzung, z. B. beim Befahren von land- und forstwirtschaftlich genutzten Flächen mit schweren Landwirtschaftsmaschinen.
Bei relativ geringer Auflast stellt sich eine reversible (elastische) Verformung ein, die nach dem Beenden der Belastung wieder in den Ausgangszustand zurückfedert. 
Im Bezug auf den Unterboden wird von einer Vorbelastung ausgegangen, die sich einer weiteren Verdichtung entgegenstellt. Je höher die Vorbelastung, desto geringer ist dementsprechend die Verdichtungsempfindlichkeit.
Kommt es zu einer Belastung über den Punkt der Vorbelastung, so tritt eine plastische Verformung auf, die nicht reversibel ist. Es kommt zu einer Scherung der Bodenpartikel gegeneinander und einer Zunahme der festen Phase mit gleichzeitiger Abnahme der flüssigen und gasförmigen Phase. Die Verdichtung kann weit in die Tiefe reichen, sie ist abhängig von der Druckverteilung (Druckzwiebel) unter der Last.

Bodenverdichtung durch Landwirtschaftsreifen

## Bodenmechanik
Ein Maß für die Verdichtung eines Bodens ist der Eindringwiderstand. Zur Bestimmung wird die Kraft gemessen, die notwendig ist, einen Sondierkonus mit gleichbleibender Geschwindigkeit in den Boden zu schieben. Der Durchmesser des Konus wird dabei der Bodenfestigkeit angepasst.

## Land- und Forstwirtschaft

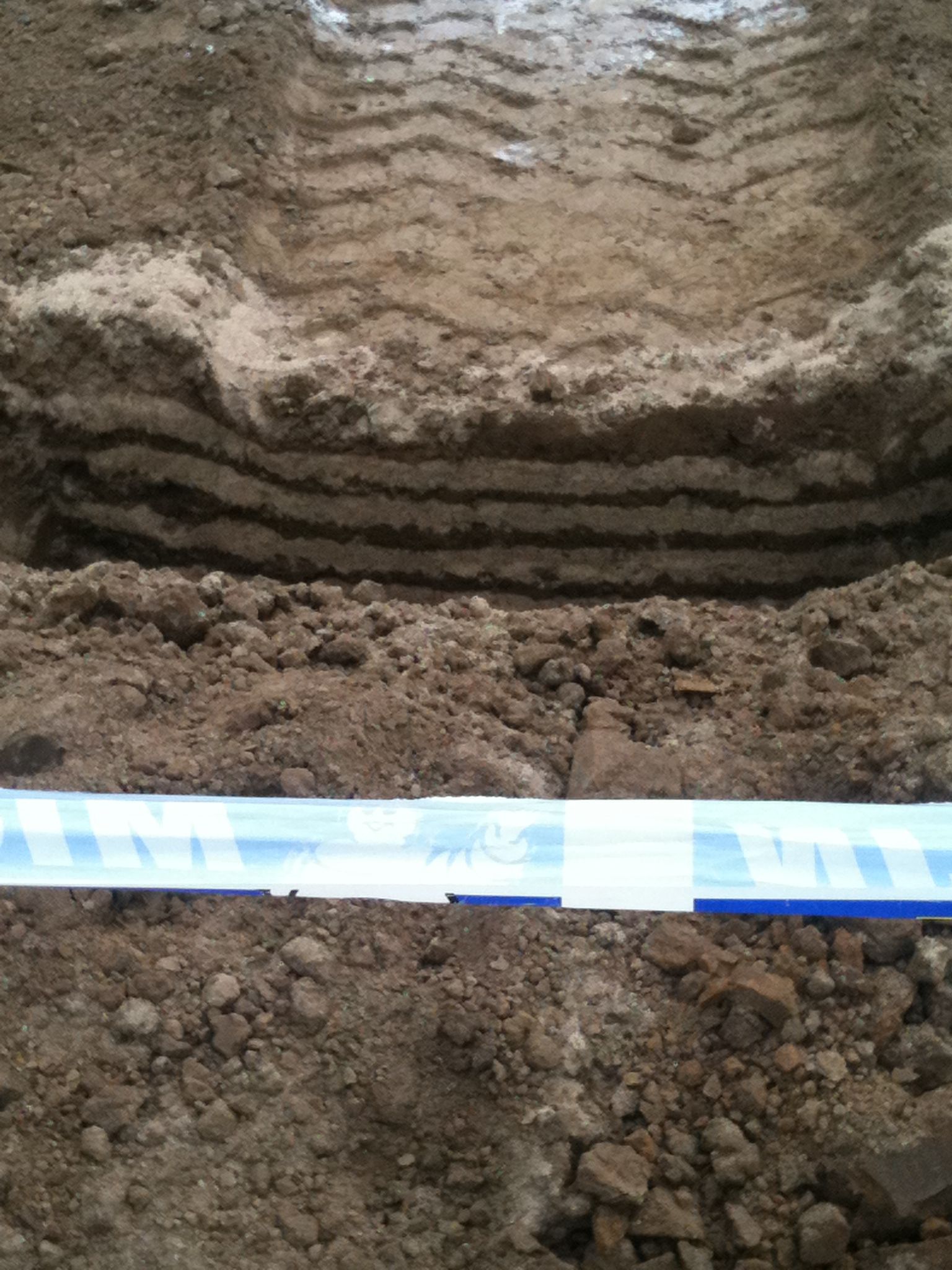
Bodenverdichtung anschaulich gemacht durch das Freilegen von mehreren Lagen Sand mit unterschiedlicher Färbung

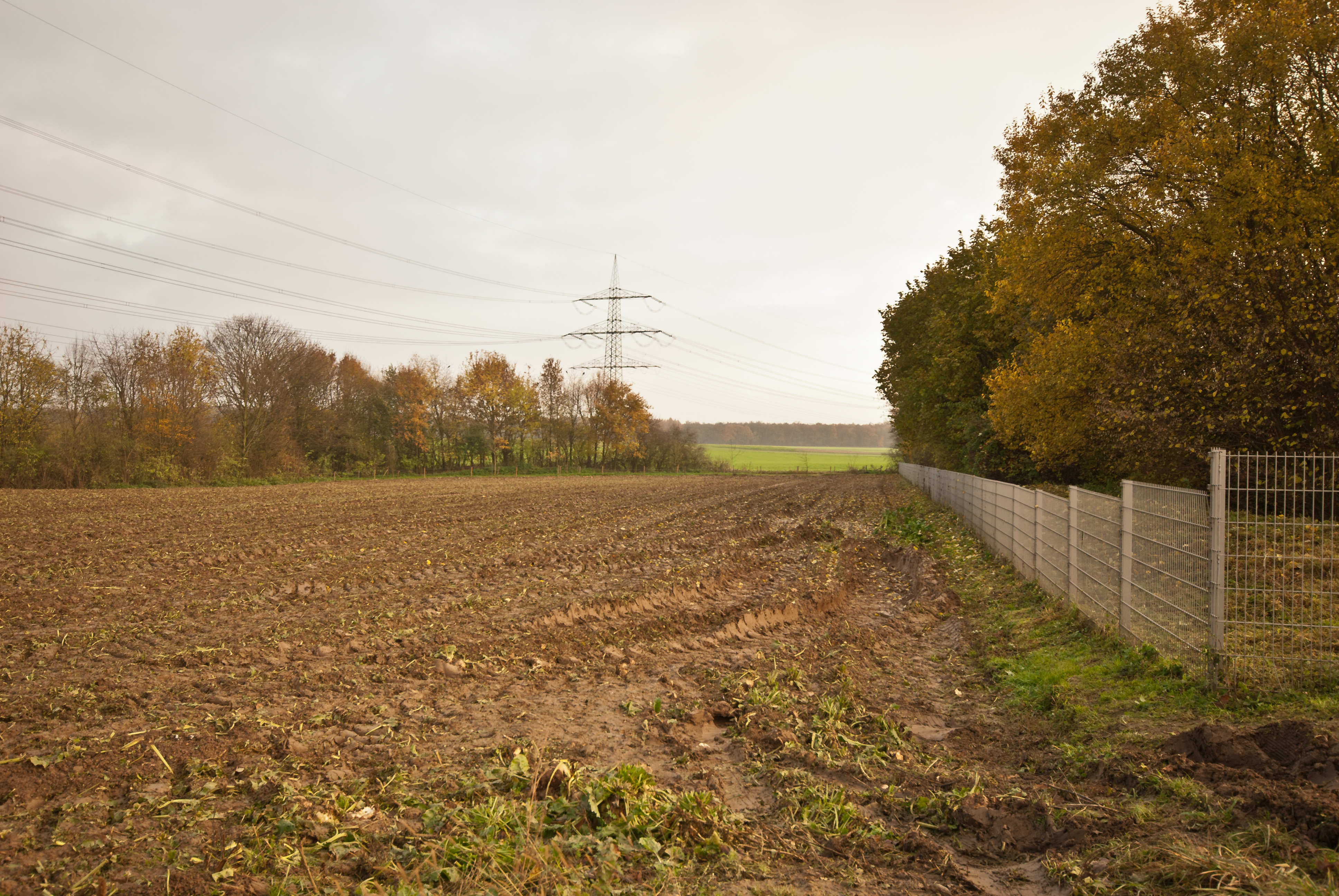
Erntearbeiten unter ungünstigen Bedingungen (hier: Fahrspuren nach Zuckerrübenernte auf einem mit Feuchtigkeit gesättigten und ohnehin verdichtungsgefährdeten Braunerdeboden) können Bodenschäden verursachen

Probleme der Bodenverdichtung ergeben sich vor allem in der Landwirtschaft, wie auch in der Forstwirtschaft, wo sich besonders negative Aspekte zeigen. Verursacht werden können diese Bodenverdichtungen einerseits durch den Einsatz sehr schwerer Maschinen bei ungünstigen (feuchten) Bodenverhältnissen. Abnahmen der Luftleitfähigkeit, Wasserleitfähigkeit sowie Zunahmen der Vorbelastung, der Scherparameter, Lagerungsdichte lassen sich nachweisen.
Andererseits liegen die Ursachen für die zunehmende Verdichtung landwirtschaftlich genutzter Böden nicht nur in der Belastung durch die Achslasten, im Überfahren oder in der falschen Reifenwahl begründet. Das zeigen die geringen Erfolge, die heute mit der mechanischen Lockerung oder dem Einsatz von Breitreifen erzielt werden. Die Böden verdichten sehr schnell wieder. In vielen Fällen sind Humusschwund und ein stark reduziertes Bodenleben aufgrund von immer enger werdenden Fruchtfolgen, fehlenden Zwischenfrüchten und fehlender organischer Substanz (SOM) (z. B. Mist oder Kompost-Gaben) sowie des Einsatzes von Herbiziden und Insektiziden der Grund für eine zunehmende Verdichtung des Bodens. Die Insektizide schädigen das Edaphon und die Herbizide verringern die Durchwurzelung, die beide zur Verbesserung der Bodenstruktur beitragen.
Als besonders schwerwiegend hat sich das Problem der Unterbodenverdichtung unterhalb der Pflugsohle auf landwirtschaftlichen Flächen gezeigt. Neben der verminderten Wasser- und Luftversorgung (aszendent wie auch dezendent) für Pflanzen und Mikroorganismen macht auch ein erhöhter Eindringwiderstand für die Pflanzenwurzeln eine Bewirtschaftung zunehmend problematischer.
Darüber hinaus kann sich Eisentoxizität bemerkbar machen. Eisen ist ein essentielles Spurenelement in pflanzlichen Organismen, wo es die Photosynthese sowie die Bildung von Chlorophyll und Kohlenhydraten beeinflusst. In Böden liegt es bei normalen pH-Werten als Fe(OH)3 vor. Bei geringem Sauerstoffgehalt des Bodens wird Fe(III) durch Reduktion zum Fe(II) reduziert. Dadurch wird das Eisen in eine lösliche, für Pflanzen verfügbare Form gebracht. Nimmt diese Verfügbarkeit unter anaeroben Bedingungen, zum Beispiel durch Bodenverdichtung, zu stark zu, können Pflanzenschäden durch Eisentoxizität auftreten, eine Erscheinung, die besonders in Reisanbaugebieten bekannt ist.
Zwar gibt es geeignete Maßnahmen, um diesen Verdichtungen entgegenzuwirken, wie die Verwendung von Terrareifen, Direktsaat oder mechanische Lockerungsmaßnahmen, doch eine Regeneration von Bodenschäden findet unter natürlichen Bedingungen, wenn überhaupt, nur sehr langsam statt.
Bodenverdichtung vermindert bzw. verhindert die Versickerung des Niederschlagswassers. Als Folge einer Bodenverdichtung kann es bei starkem Niederschlag zu einem verstärkten Oberflächenabfluss und hierdurch zur Bodenerosion kommen. Die verringerte Speicherfähigkeit des Bodens begünstigt Hochwasserereignisse (Überschwemmung). Der Eintrag von Regenwasser in den Grundwasserkörper wird verringert, wodurch die Gefahr einer Absenkung des Grundwasserspiegels entsteht. Staunässe kann zu einem erheblichen Verlust von Stickstoff im Boden führen, da in nassen Böden verstärkt das Treibhausgas Distickstoffmonoxid gebildet wird. Die insgesamt verschlechterten Wachstumsbedingungen können an Kulturpflanzen schließlich auch zu einer Steigerung des Pilzbefalls und des Aufschießens von Unkraut führen, was den verstärkten Einsatz chemischer Bekämpfungsmittel nach sich ziehen kann. Zudem kann sich die Wachstumsperiode der Pflanzen in nassen und daher relativ kühlen Böden verkürzen und die schwerer zu bearbeitenden Böden erfordern einen höheren Treibstoffeinsatz bei landwirtschaftlichen Maschinen.
Bodenverdichtungen in Rasenflächen führen zu Löchern in der Grasnarbe, insbesondere wenn Autos auf dem Rasen abgestellt wurden. Hier nachzusäen ist schwierig; treten fester Boden und damit Löcher in Rasenflächen auf, so hilft nur ein gründliches Umgraben der betroffenen Stelle. Für die Überprüfung der Ursachen der Bodenverdichtung eignet sich die Methode der Spatendiagnose besonders gut.

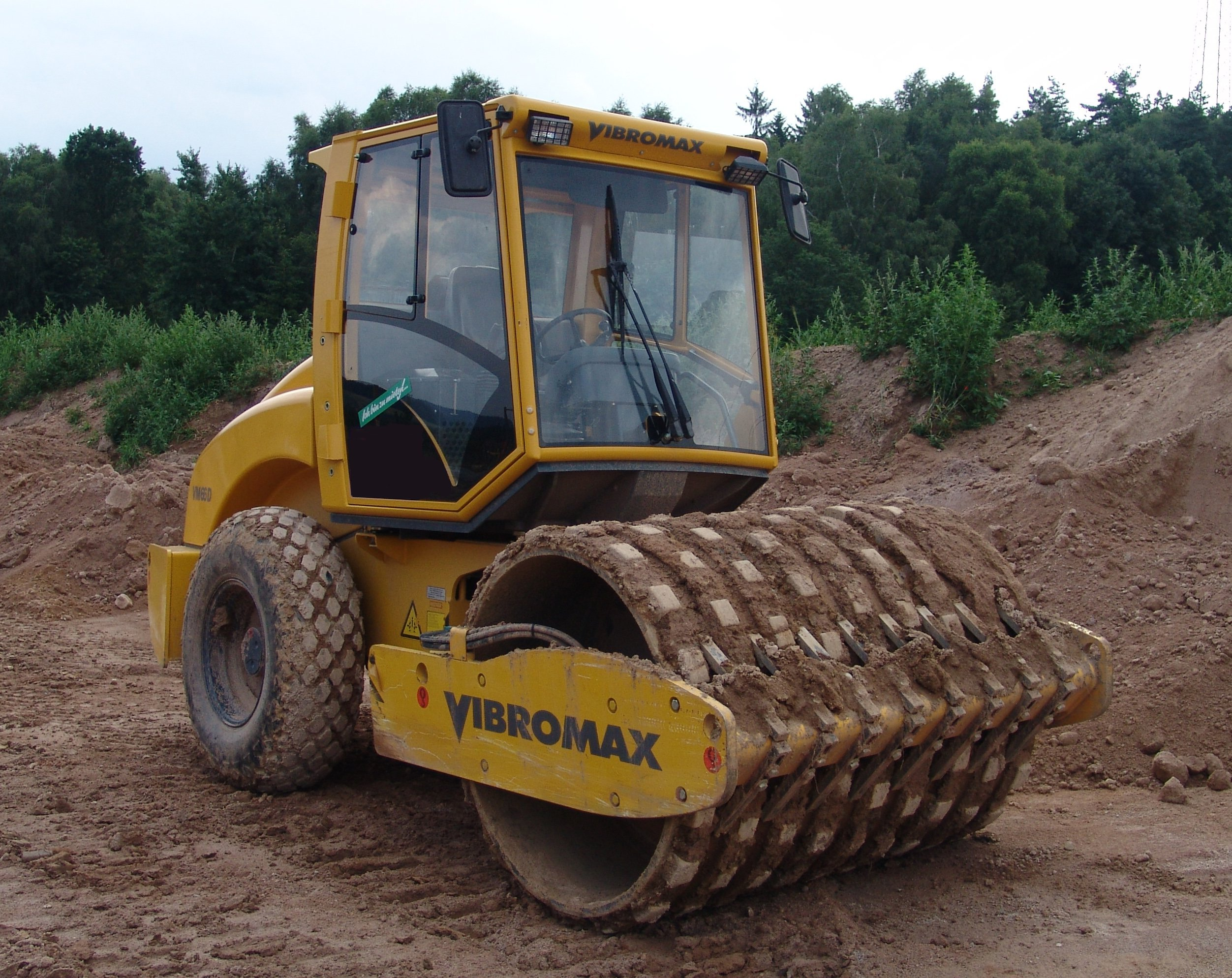
Schaffußwalze der Firma JCB

## Bauwesen
Während die Bodenverdichtung in der Land- und Forstwirtschaft in der Regel als unerwünscht gilt, stellt diese im Bauwesen oft eine Notwendigkeit dar. Hier werden als Verdichtungsgeräte beispielsweise Straßenwalzen, Rüttelplatten, Vibrationsstampfer usw. genutzt, um einen tragfähigen Untergrund für Bauwerke oder Gebäude zu erhalten und eine fachgerechte Gründung zu ermöglichen.

## Bergbau
Bei der Rekultivierung alter Tagebaue müssen die Randbereiche der Böschungen manchmal verdichtet werden, um das Setzungsfließen zu vermeiden. Dies dient der dauerhaften Böschungssicherung bei Grundwasserwiederanstieg und ist vor allem im Lausitzer Revier verbreitet.
In der Regel wird mit Bohrgeräten ein Loch in die zu verdichtenden Schichten gebohrt und eine definierte Sprengstoffladung gezündet. Diese bewirkt eine lokale Änderung der Lagerungsdichte.